# Kryptopterus minor
 Kryptopterus minor es una especie de peces de la familia Siluridae en el orden de los Siluriformes.

## Morfología
• Los machos pueden llegar alcanzar los 6,8 cm de longitud total.

## Distribución geográfica
Se encuentra al oeste de Borneo.